# Sihl
De Sihl is een rivier in Zwitserland en is de grootste zijrivier van de Limmat.
De oorsprong ligt op de Drusberg in kanton Schwyz in Zwitserland. De rivier stroomt door het meer van Sihl en vervolgens door het Sihltal (Sihlvallei) aan de voet van de Albis naar de stad Zürich, waar ze op de Platzspitz in de Limmat uitmondt. De naam Sihl stamt uit het Keltisch en betekent de kracht.

## Weblinks
- https://web.archive.org/web/20031210235152/http://www.sihlsee.ch.vu/
- http://www.sihlwald.ch

- Bibliothèque nationale de France: cb13171541d (data)
- Gemeinsame Normdatei: 4391290-4
- Historisch woordenboek van Zwitserland: 008778
- Virtual International Authority File: 236096789